# Troviscal (Oliveira do Bairro)
Troviscal is een plaats (freguesia) in de Portugese gemeente Oliveira do Bairro en telt 2363 inwoners (2001).